# Fort Meade, Florida
Fort Meade är en stad (city) i Polk County, i delstaten Florida, USA. Enligt United States Census Bureau har staden en folkmängd på 5 696 invånare (2011) och en landarea på 13 km².